# 13e étape du Tour d'Italie 2008

La treizième étape du Tour d'Italie 2008 s'est déroulée le 23 mai entre Modène et Cittadella.

## Parcours
Longue de 177 kilomètres, la 13e étape reliant Modène, en Émilie-Romagne, à Cittadella, en Vénétie, est plate, comme la précédente. Le sprint intermédiaire est situé à Montagnana (kilomètre 98). Le parcours se conclut par un circuit de six kilomètres après un premier passage sur la ligne d'arrivée,.

## Récit
Souffrant d'une fracture du coude en raison d'une chute, le vainqueur d'étape Matteo Priamo n'est pas au départ.
Le début d'étape voit se succéder de nombreuses attaques rapidement reprises par le peloton, dont celle de Danilo Di Luca en compagnie de Raffaele Illiano. L'échappée du jour part au 35e kilomètre. Déjà leader du classement Fuga Cervelo récompensant le coureur ayant effectué le plus grand nombre de kilomètres en échappée, Mickaël Buffaz (Cofidis) quitte le peloton, bientôt suivi par Paolo Bettini et Josu Agirre Euskaltel-Euskadi. Seul ce dernier rejoint Buffaz en tête, Bettini réintégrant le peloton.
L'avance des deux hommes de tête atteint un maximum de 8 minutes et 24 secondes après 66 kilomètres de course. Buffaz passe le premier au sprint intermédiaire ; Daniele Bennati y devance le peloton afin de renforcer son maillot cyclamen.
Buffaz et Agirre sont repris à douze kilomètres de l'arrivée. Les coureurs de Team High Road contrôlent le peloton avec Adam Hansen, Tony Martin et André Greipel. À l'amorce du dernier kilomètre, les Team Milram Alberto Ongarato et Marco Velo se positionnent en tête pour Erik Zabel. Daniele Bennati lance le sprint à 500 mètres. À 200 mètres du but, Mark Cavendish passe Bennati sur sa droite et distance tous ses adversaires pour s'imposer confortablement, devant Bennati et Koldo Fernández.
Il s'agit de la deuxième victoire de Cavendish, qui remercie Bennati pour sa sportivité. Le sprinter italien lui a en effet permis de passer dans le final,.

## Classement de l'étape
| \| 1. \| Mark Cavendish \| Team High Road \| en \| 4 h 11 min 07 s \| \| 2. \| Daniele Bennati \| Liquigas \| + \| m.t. \| \| 3. \| Koldo Fernández \| Euskaltel-Euskadi \| \| m.t. \| \| 4. \| Erik Zabel \| Team Milram \| \| m.t. \| \| 5. \| Julian Dean \| Slipstream Chipotle \| \| m.t. \| \| 6. \| Mirco Lorenzetto \| Lampre \| \| m.t. \| \| 7. \| Alexandre Usov \| AG2R La Mondiale \| \| m.t. \| \| 8. \| Nikolay Trusov \| Tinkoff Credit Systems \| \| m.t. \| \| 9. \| Robbie McEwen \| Silence-Lotto \| \| m.t. \| \| 10. \| Graeme Brown \| Rabobank \| \| m.t. \| |                  |                        |    |                 |
| 1. | Mark Cavendish   | Team High Road         | en | 4 h 11 min 07 s |
| 2. | Daniele Bennati  | Liquigas               | +  | m.t.            |
| 3. | Koldo Fernández  | Euskaltel-Euskadi      |    | m.t.            |
| 4. | Erik Zabel       | Team Milram            |    | m.t.            |
| 5. | Julian Dean      | Slipstream Chipotle    |    | m.t.            |
| 6. | Mirco Lorenzetto | Lampre                 |    | m.t.            |
| 7. | Alexandre Usov   | AG2R La Mondiale       |    | m.t.            |
| 8. | Nikolay Trusov   | Tinkoff Credit Systems |    | m.t.            |
| 9. | Robbie McEwen    | Silence-Lotto          |    | m.t.            |
| 10. | Graeme Brown     | Rabobank               |    | m.t.            |

## Classement général
| \| 1. \| Giovanni Visconti \| Quick Step \| en \| 57 h 17 min 06 s \| \| 2. \| Gabriele Bosisio \| LPR Brakes \| + \| 5 min 50 s \| \| 3. \| Alberto Contador \| Astana \| \| 6 min 59 s \| \| 4. \| Andreas Klöden \| Astana \| \| 7 min 41 s \| \| 5. \| Vincenzo Nibali \| Liquigas \| \| 7 min 51 s \| \| 6. \| Marzio Bruseghin \| Lampre \| \| 7 min 52 s \| \| 7. \| Paolo Savoldelli \| LPR Brakes \| \| 7 min 56 s \| \| 8. \| Danilo Di Luca \| LPR Brakes \| \| 8 min 20 s \| \| 9. \| Gustav Larsson \| Team CSC \| \| 8 min 31 s \| \| 10. \| Riccardo Riccò \| Saunier Duval-Scott \| \| 8 min 32 s \| |                   |                     |    |                  |
| 1. | Giovanni Visconti | Quick Step          | en | 57 h 17 min 06 s |
| 2. | Gabriele Bosisio  | LPR Brakes          | +  | 5 min 50 s       |
| 3. | Alberto Contador  | Astana              |    | 6 min 59 s       |
| 4. | Andreas Klöden    | Astana              |    | 7 min 41 s       |
| 5. | Vincenzo Nibali   | Liquigas            |    | 7 min 51 s       |
| 6. | Marzio Bruseghin  | Lampre              |    | 7 min 52 s       |
| 7. | Paolo Savoldelli  | LPR Brakes          |    | 7 min 56 s       |
| 8. | Danilo Di Luca    | LPR Brakes          |    | 8 min 20 s       |
| 9. | Gustav Larsson    | Team CSC            |    | 8 min 31 s       |
| 10. | Riccardo Riccò    | Saunier Duval-Scott |    | 8 min 32 s       |

## Classements annexes
| Classement             | Coureur           | Total             |
| ---------------------- | ----------------- | ----------------- |
| Points                 | Daniele Bennati   | 144 pts           |
| Montagne               | Emanuele Sella    | 37 pts            |
| Sprints Intermédiaires | Jérémy Roy        | 18 pts            |
| Équipe                 | Astana            | 171 h 09 min 37 s |
| Équipe par points      | Liquigas          | 215 pts           |
| Jeune                  | Giovanni Visconti | 57 h 17 min 06 s  |
| Échappée               | Mickaël Buffaz    | 464 km            |
| Combativité            | Daniele Bennati   | 40 pts            |